# Château de Castillon (Arengosse)
Pour les articles homonymes, voir Château de Castillon.
Le château de Castillon se situe sur la commune d'Arengosse, dans le département français des Landes. 

## Historique
La première référence concernant la seigneurie date de 1494 quand elle est tenue par Robin de Benquet. La seigneurie est vendue cinq ans plus tard par le seigneur de Sainte-Croix et de Benquet à Paulin de Mongrand.
Jean de Baffoigne est notaire royal à Sabres en 1550, puis devient procureur du roi de Navarre dans la juridiction de Sabres et de Labrit. Progressivement, par des jeux de prêts d'argent, des saisies et des achats, il a concentré un vaste domaine, mais n'a pu acquérir la seigneurie de Castillon avant sa mort en 1599. C'est son fils, Jean-Bertrand de Baffoigne, qui acquiert la seigneurie en 1606 pour 1 530 écus et de nombreuses propriétés.  
Le château d'Arengosse est de style Louis XIII. Le château féodal est rasé par Jean-Bertrand de Baffoigne et l'architecte Gratien de Lherm, qui a aussi construit le château de Poyanne, entreprend la construction de sa partie nord en 1625. Après la mort de Jean-Bertrand de Baffoigne, la seigneurie passe à son fils Jean qui meurt sans descendance. Le château passe alors à sa sœur Jeanne de Baffoigne, mariée en 1645 avec  Bernard VI de Poudenx, vicomte de Poudenx, baron de Saint-Cricq, syndic de la noblesse des États de Béarn qui l'amène dans la famille de Poudenx. La seigneurie est passée à leur fils, Henri Ier de Poudenx, vicomte de Poudenx, baron de Saint-Cricq, seigneur de Castillon, maréchal des camps et armées du roi, marié en 1679 avec Esther de Gassion, fille de Jean de Gassion, président du parlement de Navarre, dont ils ont eu une fille unique, Jeanne de Poudenx, mariée en 1704 avec son cousin germain, Henri II de Poudenx, seigneur de Serreslous et de Soulens qui ont eu Henri III de Poudenx. 
Le château est le théâtre d'un épisode guerrier le 14 avril 1653, lorsque le chevalier d'Aubeterre s'en empare et y fait quarante prisonniers, des cavaliers de la bande de Baltazar connus pour être d'éminents frondeurs.
Le château va rester dans la famille de Poudenx jusqu'à la descendance d'Henri-François-Léonard comte de Poudenx (1741-1814),  mestre de camp puis maréchal de camp en 1788, chevalier de Saint-Louis, chevalier de Saint-Lazare et du Mont-Carmel. Ayant participé à la guerre d'indépendance des États-Unis avec le régiment de Touraine, il a été membre de la Société des Cincinnati où il a dépensé une grande partie de sa fortune. Deux fois veuf il est revenu de son expédition en Amérique avec Anne-Joséphine d'Orly, en réalité Anne Josèphe Cocard, fille de Jacques Cocard, dont il eut hors mariage trois enfants, deux garçons, dont Léonard de Poudenx (1785-1854) et une fille, Henriette-Émilie de Poudenx, née en 1789, nés au château de Castillon, qui ont été légitimés par le mariage de leurs parents  le 12 avril 1790. En 1813, à la fin de la guerre d'Espagne, le général de brigade Pierre Ismert (1768-1826), baron d'Empire, se marie avec Henriette-Émilie de Poudenx le 9 décembre 1813, et achète le château de Castillon au comte de Poudenx pour la somme de 256 000 francs payable en six ans. Le couple s'installe alors au château de Castillon. D'abord nommé gouverneur des Landes après la chute de Napoléon, le baron d'Ismert perd son poste après la bataille de Waterloo et mis à la retraite. Endetté, il envisage de vendre le château de Castillon en 1823 mais Henriette-Émilie de Poudenx s'y oppose. Il a eu eux fils, Henri Agénor Paul d'Ismert, en 1815, et Henri Stephen Amédée d'Ismert, né au château de Castillon en 1818. La baronne d'Ismert a essayé de conserver le château pour ses fils, mais le château de Castillon est vendu sur saisie immobilière pour 200 000 francs en 1838. Henriette-Émilie de Poudenx, baronne d'Ismert est décédée à Garein en 1859. Agénor d'Ismert est mort auprès de sa mère, à Garein, en 1842. Stephen d'Ismert est mort à Garein en 1874.
Anne Josèphe Cocard, comtesse de Poudenx, a deux sœurs, Henriette Augustine Cocard et Adélaïde Antoinette Cocard. Cette dernière s'est mariée à Tarbes en 1810 avec Jean-Pierre Gautier dont elle a eu, en 1811, Théophile Gautier. Il est le cousin d'Henriette-Émilie de Poudenx. Il est venu au château de Castillon peu avant le départ de la baronne d'Ismert et ses cousins Agénor et Stephen qui y menaient une vie misérable dans un magnifique château ce qui lui a donné l'idée de son roman Le Capitaine Fracasse, dont le premier chapitre intitulé « Le château de la misère » commence ainsi :
« Sur le revers d’une de ces collines décharnées qui bossuent les Landes, entre Dax et Mont-de-Marsan, s’élevait, sous le règne de Louis XIII, une de ces gentilhommières si communes en Gascogne, et que les villageois décorent du nom de château ».
Le château est ensuite la propriété de la famille Larroque jusqu'en 1886 quand il est acheté par le baron Maurice Gérard, député du Calvados. Il s'était marié en 1880 avec Béatrix de Dampierre (1856-1937), fille d'Armand de Dampierre, conseiller-général des Landes. Il s'est installé au château. En 1925, son gendre Élie Dor de Lastours en devient propriétaire, puis le comte Joseph de Lastours jusqu'à son décès en 1996. La propriété est alors passée à ses trois enfants.
La partie occidentale du château, dite « aile neuve », est quant à elle construite au XIXe siècle par le baron Gérard.
Comptant parmi les plus beaux du département de par sa majesté et la noblesse de son allure, l'édifice est doté d'élégantes lucarnes, toitures et façade, et de jardins à la française dessinés par le paysagiste André.
Les façades et toitures du château, à l'exception du pavillon moderne édifié à droite du bâtiment principal, sont inscrites au titre des monuments historiques par arrêté du 9 décembre 1948.